# 月台胡同
39°54′04″N 116°21′48″E / 39.9010004°N 116.3632691°E
月台胡同是位于中国北京市西城区中部的一条胡同。

## 简介
月台胡同东起闹市口南街，西到太平湖东里。清朝，该胡同始称“月台大门”。1965年定名“月台胡同”，沿用至今。
月台胡同中间北侧原同葵花胡同交汇，葵花胡同已于21世纪初拆毁无存。